# هوزنفلد
هوزنفلد (به آلمانی: Hosenfeld) یک شهر در آلمان است که در فولدا واقع شده‌است. هوزنفلد  ۴٬۶۹۴ نفر جمعیت دارد.